# Antichloris scapularis
Antichloris scapularis är en fjärilsart som beskrevs av Herrich-Schäffer 1856. Antichloris scapularis ingår i släktet Antichloris och familjen björnspinnare. Inga underarter finns listade i Catalogue of Life.